# جون هاميلتون روبرتس
جون هاميلتون روبرتس (بالإنجليزية: John Hamilton Roberts)‏ (و. 1895 – 1962 م) هو جندي كندي، ويحمل رتبة عسكرية لواء، توفي في جزر القنال الإنجليزي، عن عمر يناهز 67 عاماً.
.

## التعليم
تعلم في الكلية العسكرية الملكية في كندا.

## جوائز
حصل على جوائز منها:
- الصليب العسكري
- رفيقة اوردر اوف باث
- نيشان الخدمة المتميزة [الإنجليزية]‏.